# Västnyländska
Västnyländska är ett sammanfattande namn på de svenska dialekter som traditionellt talas i västra delen av landskapet Nyland i Finland. Området omfattar kommunerna Raseborg, Hangö, Ingå och Sjundeå. 
Västnyländskan skiljer sig från andra finlandssvenska dialekter i att den har ett tvåaccentsystem, det vill säga ord uttalas antingen med grav eller akut accent och kontrasten mellan dessa är av betydelse för förståelse och identifikation. Till exempel ríngin (bestämd form singularis av ”ring”) i motsats till rìngin (andra person pluralis imperativ av ”ringa”). Kvantitetsförhållandena är ålderdomliga. Förbindelserna lång vokal + lång konsonant, och kort vokal + kort konsonant är välbevarade. 
i-ljudet har inte övergått till e i ord som väggin, nỳtjíl (nyckel), märkki (märke), vit (vett).
Några moderna drag i västnyländskan: kort u-ljud har i vissa ställningar övergått till å, kort ä till ö: gåbbä (gubbe), sjömmas (skämmas). Begynnelse-d har fallit i dj-. Vid sakord i utrum används nästan genomgående reale.
Några avvikelser från riksspråket i fråga om böjning:
- Bestämd form pluralis av substantiv: knänan, tånan, föttren.
- Adjektivets singularisändelse –er, som i fornsvenskan används i nominativ maskulinum har förallmänneligats i stark deklination: to:koger (tokig). Bestämd singularis av gamal (gammal) lyder gamäl. 
- Verbets imperativ pluralis är en levande form.